# Rainer Buchholz

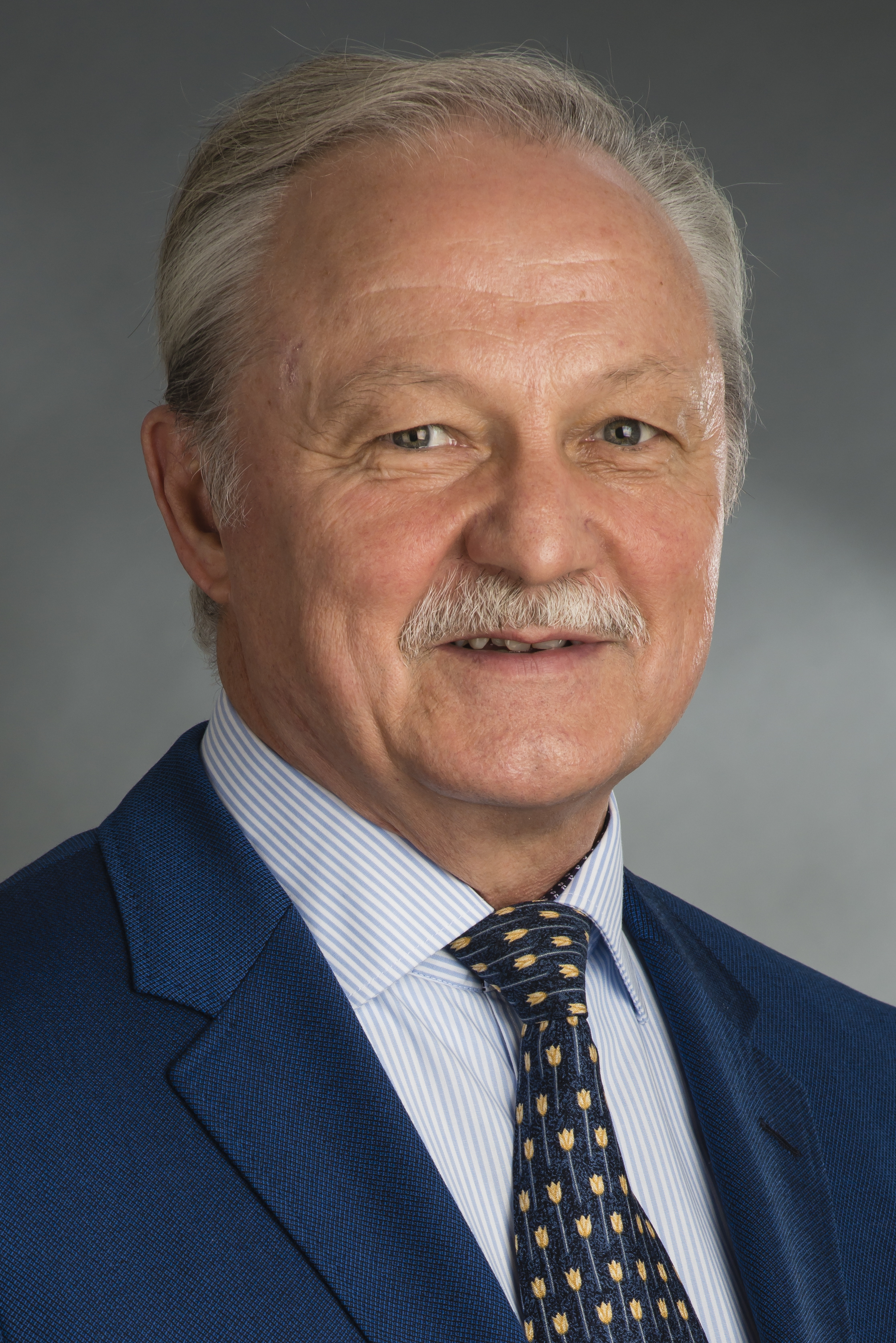
Rainer W. Buchholz 2015

Rainer W. Buchholz (* 14. Januar 1949 in Celle) ist ein deutscher Politiker (CDU, FDP) und Abgeordneter in der Bremischen Bürgerschaft.

## Biografie

### Familie, Ausbildung und Beruf
Buchholz absolvierte nach dem Abitur eine Ausbildung als Offiziersanwärter und ein Pädagogikstudium mit anschließendem Referendariat. Er war Leutnant, später Oberstleutnant der Reserve. Danach war er bis zu seiner Pensionierung als Hauptschullehrer tätig, zuletzt an der Waldschule in Schwanewede.
Buchholz ist verheiratet und hat zwei Kinder. Er wohnt in Bremen - Vegesack.

### Politik
Buchholz war bis 2004 Mitglied der CDU und ist Mitglied der FDP. Er  gehörte dem Beirat in Vegesack bis zu seiner Wahl in die Bremische Bürgerschaft seit rund 30 Jahren an. Er ist Mitglied im Landesvorstand der Bremer FDP. Seit 2014 ist er stellvertretender Landesvorsitzender der FDP Bremen.

Er war für die CDU von 1995 bis 2003 Mitglied der Deputation für Bildung und für die FDP von 2007 bis 2011 in der Deputation für Kultur. Bei der Bürgerschaftswahl in Bremen 2015 erhielt er ein Mandat im Landesparlament.
Der 2019 gewählten Bürgerschaft gehört er nicht mehr an.